# Pizza Planet
Pizza Planet est une chaîne de pizzerias fictive présente dans les films de Toy Story, Toy Story 2 et secondairement dans d'autres productions des studios Pixar. Les restaurants Pizza Planet prennent pour thème l'espace et la science-fiction. Le logo de la marque est d'ailleurs une fusée rouge et blanche avec, marqué dessus, « Pizza Planet ». Le camion Pizza Planet est considéré comme l'un des easter eggs les plus célèbres du studio avec le code A113.

## Origine du concept
Dans les premiers scénarios, le lieu de détente de la famille d'Andy était une combinaison entre une pizzeria et un golf miniature, avec des scènes comiques autour des éléments du golf. Ce n'est qu'avec l'arrivée de Buzz l'éclair qu'il se transforme en quelque chose qui peut évoquer un spatioport, la pizzeria Pizza Planet, mélange de diner des années 1950, d'une salle d'arcade des années 1990 et d'un fast-food au décor de science-fiction.

## Camion de livraison
Le camion de livraison Pizza Planet apparait dans presque chaque film réalisé par Pixar. Il est caractéristique pour notamment comporter les lettres « YO » sur sa porte arrière, en parodie aux pick-ups de la marque Toyota comportant le même signe distinctif mais noté « TOYOTA ». Il apparaît que ce pick-up s'appelle « Todd » dans les films Cars et est un modèle de 1982 mais visiblement il y a erreur de modèle chez Pixar comme l'atteste son mode d'emploi visible dans Toy Story 2. De couleur beige, il est rouillé et en mauvais état.
Le camion de livraison Pizza Planet a été reproduit plusieurs fois en jouets ou miniatures. Il a ainsi été décliné en Duplo (ref 5658) et par Mattel dans sa série reproduisant les véhicules des films Cars.

### Apparitions filmographiques
Le camion de Pizza Planet apparaît dans tous les films Pixar, sauf dans le premier Les Indestructibles, bien qu'il ait été intégré dans l'adaptation du film en jeu vidéo.
- 1 001 Pattes, dans la campagne où il y a une caravane avec le camion garé juste à côté.
- Monstres et Cie, lorsque Léon le caméléon est dans la caravane avec les humains, dehors on peut voir le camion garé juste à côté (cet endroit était déjà présent dans 1 001 Pattes).
- Dans Le Monde de Nemo, quand Gill explique son plan pour s'échapper de l'aquarium, on peut voir brièvement le camion rouler sur la route[3].
- Dans Cars, désormais baptisé Todd, il est présent à une station d'essence quand Mack roule sur l'autoroute et de plus, il fait une apparition dans le stade, avant le départ de la course finale[4].
- Dans Ratatouille, on peut distinguer le camion sur le pont de la Seine quand Skinner poursuit Rémy[5].
- Dans WALL-E, EVE scanne le moteur d'un camion Pizza Planet quand elle recherche de la vie végétale sur Terre[6].
- Dans Là-haut, le camion apparaît à un carrefour quand la maison de Carl s'envole pour la première fois. Un peu plus loin dans le film, lorsque Russell vole attaché à la maison de Carl, en bas le camion s'en va d'un parking. Ensuite, à la fin du film, quand Carl et Russel mangent une glace, il est garé sur le parking, à gauche de la boutique.
- Dans Cars 2, Todd apparait une première fois à l'écran de la télévision du restaurant vers le début du film et une seconde fois lors de la course finale à Radiator Springs, notamment quand Martin passe devant le mini-van en lui arrachant le coffre de toit[7]. On peut également voir Todd sur une des affiches du film.
- Dans Rebelle, le camion apparaît dans la maison de la sorcière, sous forme d'une sculpture.
- Dans Les mondes de Ralph (bien que ce ne soit pas un Pixar), le camion est visible brièvement garé à la gauche de l'arcade.
- Dans Monstres Academy, le camion est garé à côté de la maison des JOX lors de leur soirée.
- Dans Vice-Versa, le camion est visible dans une boule de souvenir qui est lâchée au sol. Par ailleurs, il se pourrait que ce soit la même image que dans Toy Story 2.
- Dans Le Voyage d'Arlo, lors de la scène d'ouverture, on constate difficilement que l'un des astéroïdes a la forme d'un camion Pizza Planet.
- Dans Le Monde de Dory, à côté de déchets marins, en arrière-plan avant que Dory, Marin et Nemo se fassent attaquer par une pieuvre.
- Dans Cars 3, lors de l'affrontement du circuit du grand 8, le camion Pizza Planet Todd passe devant la caméra. Quelques minutes plus tard, un véhicule est projeté sur lui et sa fusée atterrit dans les gradins.
- Dans Coco, lorsque Miguel est à la fenêtre de sa maison, le camion passe devant lui avec de la musique.
- Dans Les Indestructibles 2, le camion est visible lorsque Elastigirl et l’Hypnotiseur se battent, quand ils sont à terre après avoir sauté dans le vide. Le camion est stylisé comme dans les années 60. Il est assez difficile à voir puisqu’il se situe dans une zone d’ombre.
- Dans En avant, malgré le film qui a remplacé "Pizza Planet" par "Pizza Realm" pour rester dans le thème Moyen Âge, on peut l'apercevoir au télépéage quand Ian et Barley vont chez la Manticore.
- Dans Soul, il se situe à gauche quand Joe et 22 se rende au grand bazar général quand on le découvre pour la première fois dans le film.
- Dans Luca, le camion s’est transformé en Piaggio Ape Pizza Planet qu’on peut voir à la fin de la course de vélo durant la pluie[8].
- Dans Alerte rouge, on peut l’apercevoir sur le côté gauche quand Meilin fonce pour assister au concert des 4 Town sous sa forme de panda roux.
- Dans Buzz l'Éclair, le camion apparaît à gauche de l'écran lorsque Buzz et son chat Sox échappe à la sécurité pour embarquer à bord du vaisseau Star Ranger[2].
- Dans Élémentaire, il est également adapté au style du film, et peut être aperçu lorsque la mère de Flam la suit jusqu'à Fire City, au moment où elle rentre dans l'immeuble de son petit-ami[9].

## Restaurants réels
Trois reproductions réelles de restaurants Pizza Planet dans les Parcs de loisirs Disney ont été créées. Leur décor reprend celui des films et il est possible pour les visiteurs d'y manger.
Alien's Pizza Planet à Tomorrowland, dans le parc Disneyland d'Anaheim (Californie, États-Unis), a ouvert le 13 avril 2018, il remplace le restaurant Redd Rockett's Pizza Port (en),. Ce restaurant est à ce jour le seul Pizza Planet ouvert dans le monde.

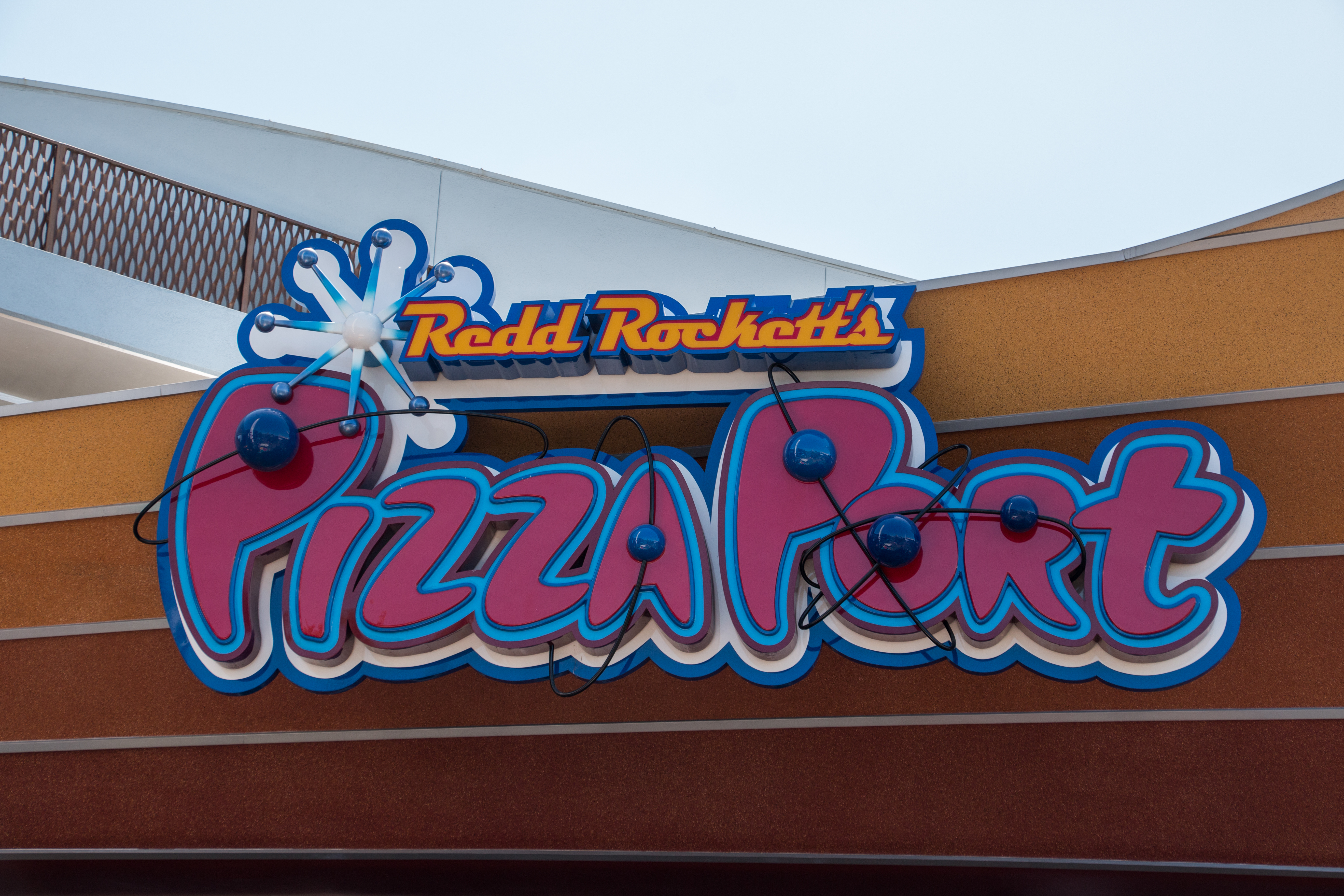
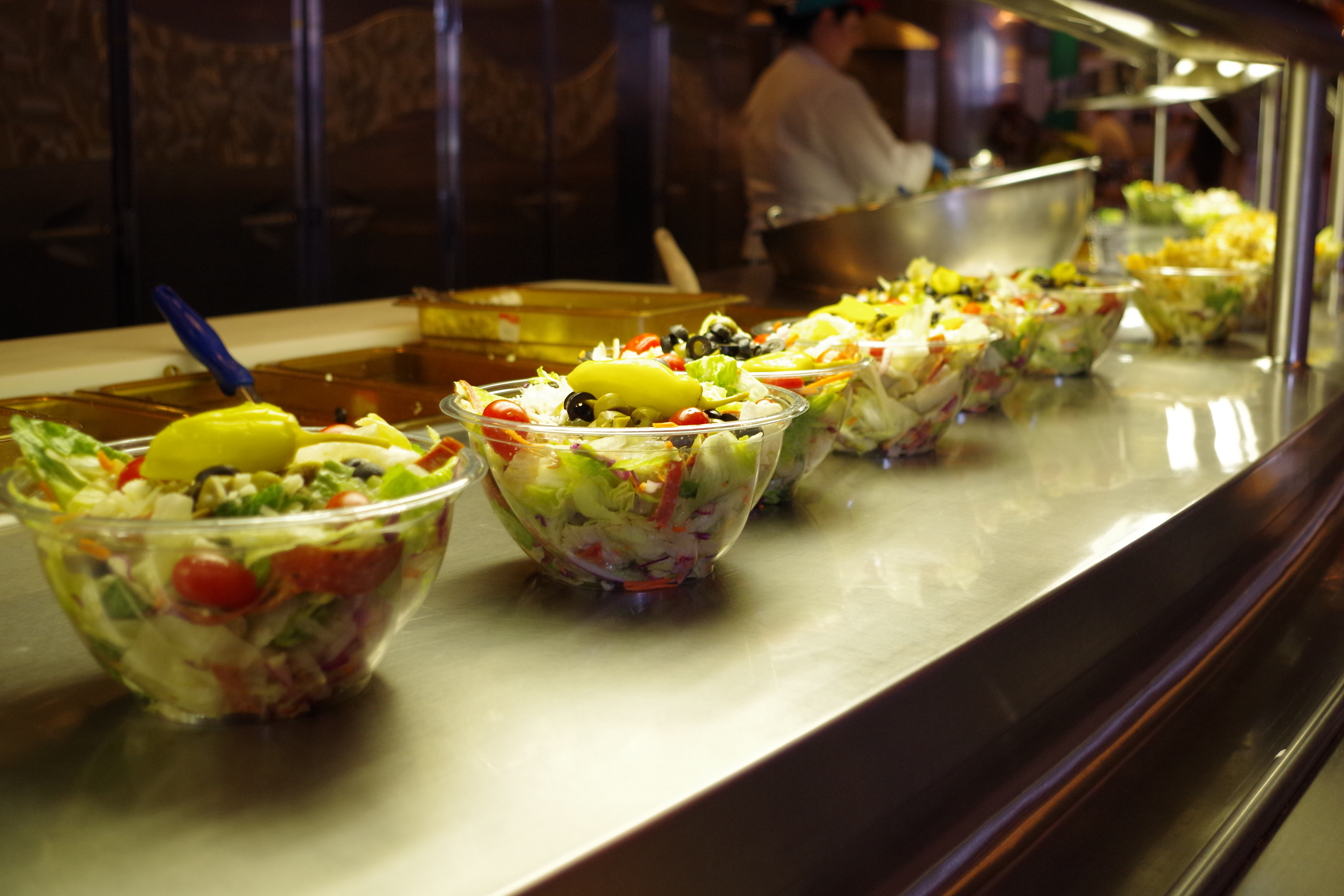

Toy Story Pizza Planet se situait à Streets of America aux Disney's Hollywood Studios de Walt Disney World Resort (Floride, États-Unis). N'étant plus très populaire et sans cohérence avec son quartier d'implantation devenu le Muppet Courtyard, et avec l'annonce de la construction d'un quartier Toy Story Land (construit de 2016 à 2018), il fut fermé en 2016 et remplacé par un nouveau restaurant Pizze Rizzo, ce dernier conserve néanmoins une partie de la carte de Pizza Planet ,.

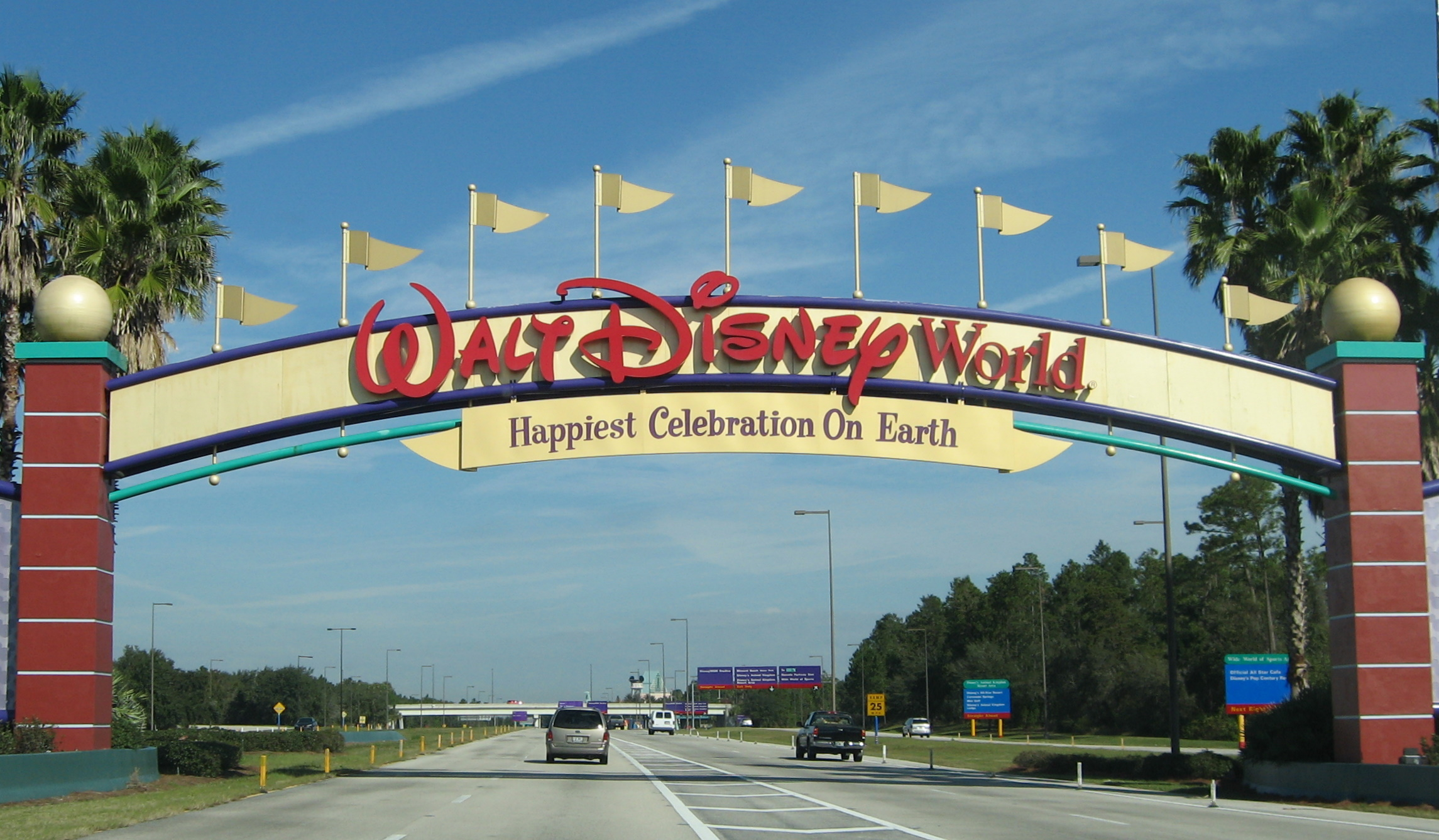
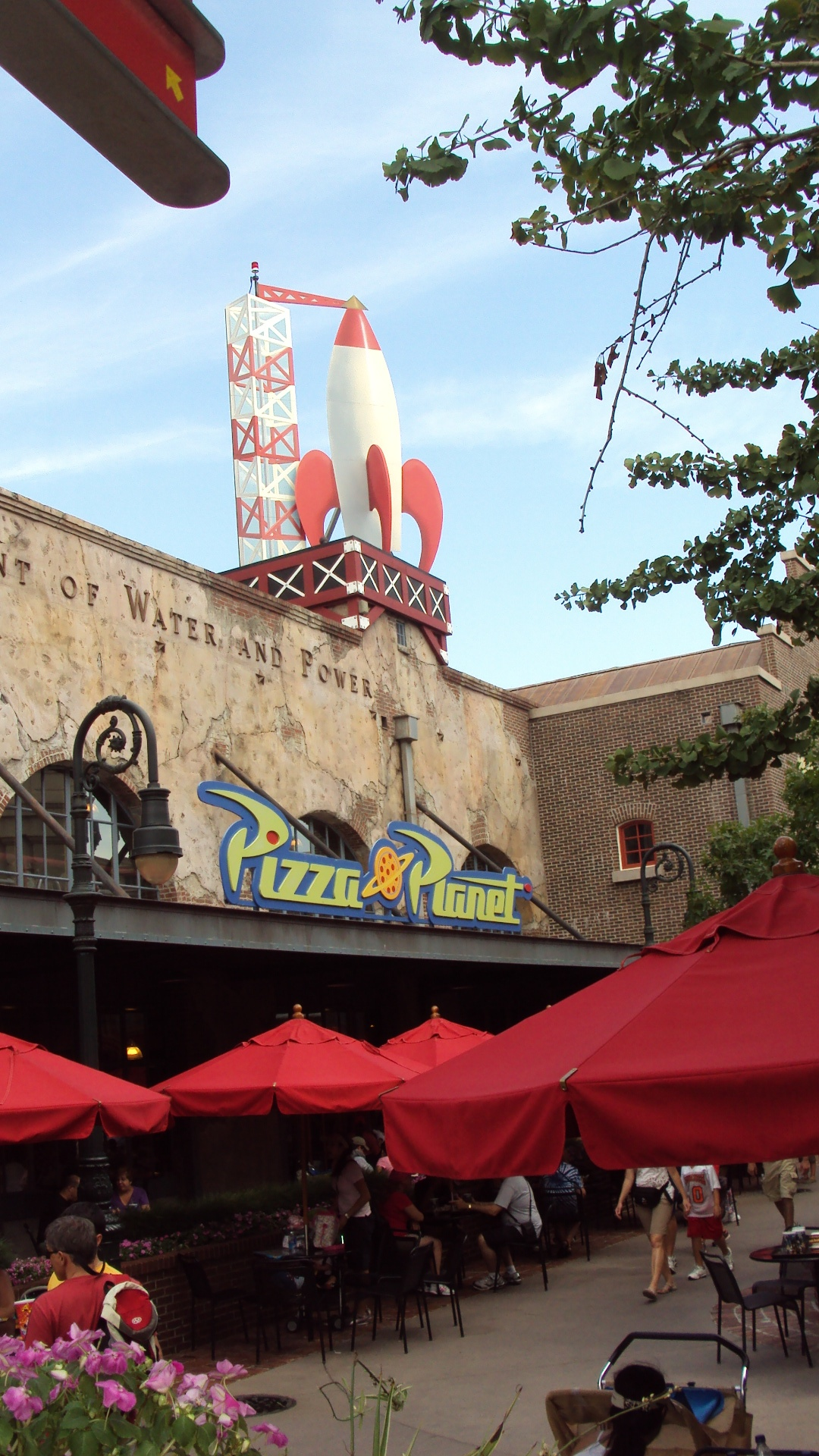
Pizza Planet - Disney’s Hollywood Studios - Walt Disney World - Floride (Etats-Unis)
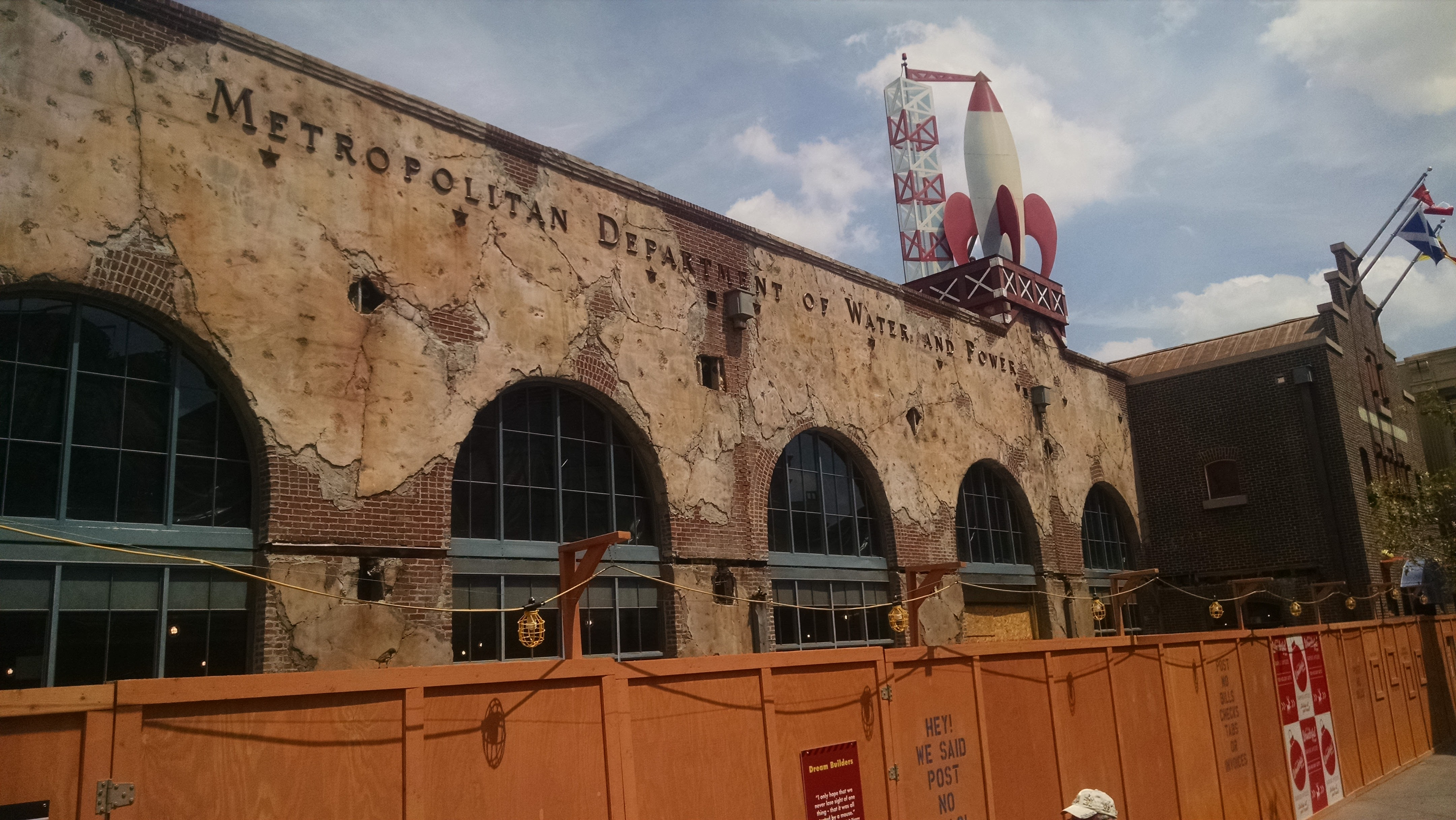
Le restaurant Pizza Planet après sa fermeture, lors des travaux pour sa rethématisation.
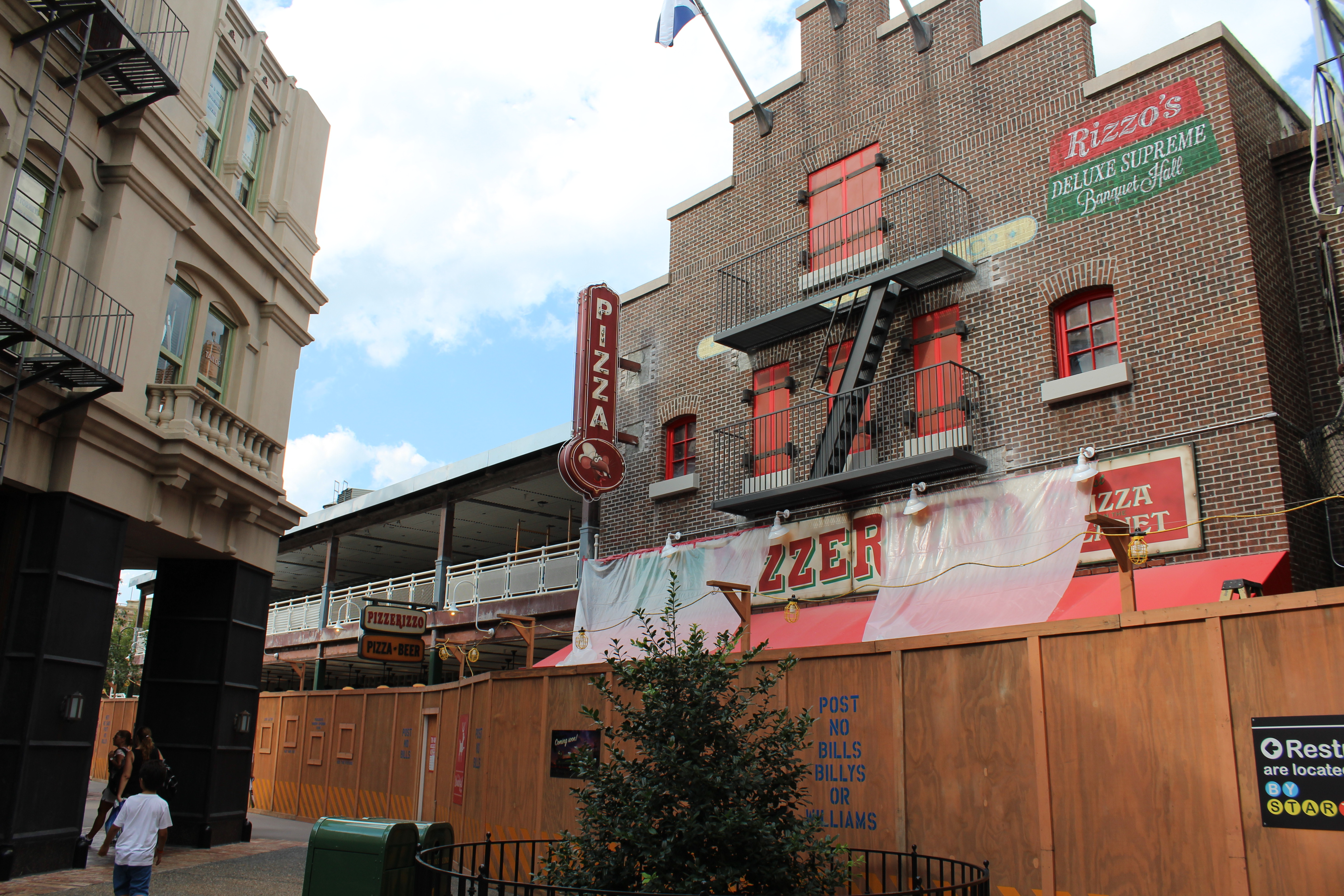
Pizze Rizzo
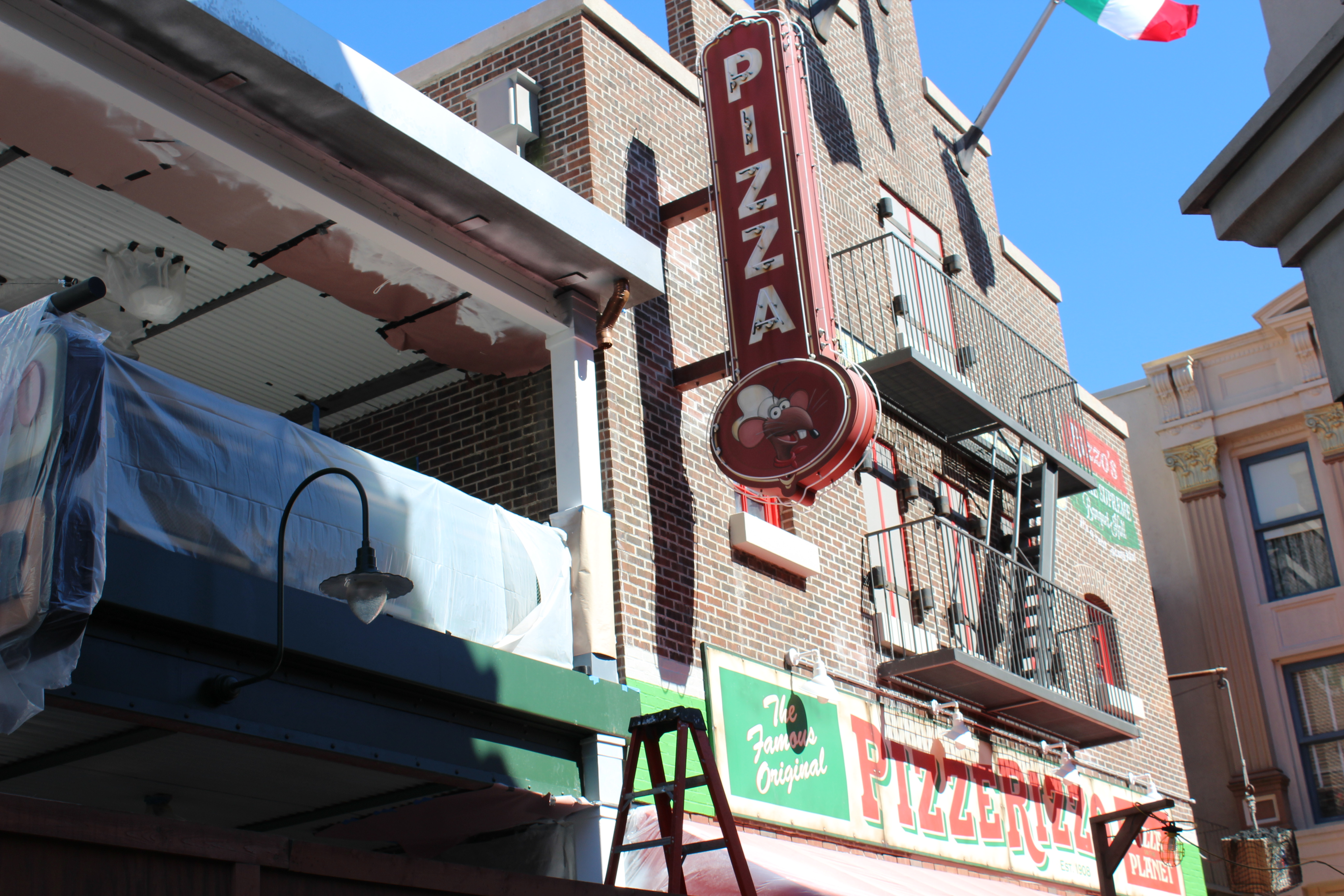
Pizze Rizzo

Buzz Lightyear's Pizza Planet Restaurant se situait à Discoveryland dans le Disneyland Park (Paris, France). Ouvert en 1997, sa structure était initialement temporaire car dédiée au Festival de l'Espace (de 1995 à 1996) qui accompagna l'ouverture de Space Mountain en 1995,. En 2010, le restaurant change sa formule et devient un buffet à volonté,,. Les tarifs ont augmenté progressivement entre 2010 et 2016. Vivement critiqué pour son hygiène et la qualité des plats proposés, il ferme début 2016. Des rumeurs sur une éventuelle réouverture sont stoppées le 18 mai 2018 par Daniel Delcourt, directeur général adjoint de Disneyland Paris, qui, lors de la conférence Insidears, annonce que le restaurant ne rouvrirait pas et que sa structure serait détruite.